# Comité d'information et de liaison pour l'archéologie, l'étude et la mise en valeur du patrimoine industriel
Le Comité d'information et de liaison pour l'archéologie, l'étude et la mise en valeur du patrimoine industriel (CILAC) est une association française, fondée en 1978 pour promouvoir la protection du patrimoine industriel de la France et favoriser les recherches le concernant. Cette association est créée sous l'impulsion de l'historien des techniques Maurice Daumas (qui réalise en 1975 la première enquête sur « les bâtiments industriels aux XVIIIe et XIXe siècles av. J.-C. en France ») puis de l'historien des sciences sociales Louis Bergeron avec un certain nombre de ses étudiants, au moment où les industries du textile et métallurgiques commencent à fermer.
Les membres fondateurs de cette association sont le Centre de Recherches Historiques de l'École des hautes études en sciences sociales et du CNRS (dirigé par Joseph Goy puis Roger Chartier), l'Institut de l'entreprise, le Centre de documentation d'Histoire des Techniques du Conservatoire national des arts et métiers (dirigé alors par Maurice Daumas et Jacques Payen), l’Écomusée de la Communauté urbaine Le Creusot - Montceau-les-Mines fondé par Marcel Évrard en 1970 et l’Association pour l'Histoire matérielle de la Civilisation industrielle qui regroupe des historiens étudiant les mouvements sociaux et la mémoire ouvrière (Michelle Perrot, Madeleine Rebérioux, Rolande Trempé).
Le Comité ne gère aucun site sur le terrain et ne fédère pas d'associations de protection du patrimoine industriel, même si beaucoup de ces associations sont membres du comité. Il agit en effet comme un réseau d'information à l'usage de tous ceux que ce patrimoine intéresse et, le cas échéant, comme leur porte-parole auprès des pouvoirs publics et des médias. Il représente la France au sein de The International Committee for the Conservation of the Industrial Heritage (en), alias TICCIH.
Le CILAC publie une revue semestrielle, L'Archéologie industrielle en France, qui est à la fois une revue scientifique de référence et un organe militant, capable de prendre position sur des sujets d'actualité en lien avec le patrimoine industriel, par exemple quand des éléments de celui-ci sont en danger. Cette revue devient en 2014 Patrimoine industriel et le premier numéro (édition bilingue) est entièrement consacré au Nord-Pas-de-Calais à l'occasion de l'organisation par le CILAC du XVIe Congrès de TICCIH à Lille en septembre 2015.